# David Peace
David Peace, född 1967 i Ossett i West Yorkshire i England, är en engelsk författare, mest känd för sina romaner GB84, The Damned Utd och Red Riding Quartet. Peace utsågs till en av årets unga romanförfattare av Granta 2003. Han fick mycket uppmärksamhet i samband med sin bok The Damned Utd där en av spelarna i boken, Johnny Giles, stämde honom för förtal.

## Svenska översättningar
- Tokyo år noll (Tokyo year zero) (översättning: Peter Samuelsson) (Coltso, 2012) [första boken i Tokyotrilogin]
- 1974 (Nineteen seventy four) (översättning Rebecca Alsberg) (Modernista, 2012) [första boken i Yorkshire-kvartetten]
- 1977 (Nineteen seventy seven) (översättning Rebecca Alsberg) (Modernista, 2013) [andra boken i Yorkshire-kvartetten]
- 1980 (Nineteen eighty) (översättning Rebecca Alsberg) (Modernista, 2013) [tredje boken i Yorkshire-kvartetten]
- 1983 (1983) (översättning Rebecca Alsberg) (Modernista, 2014) [fjärde boken i Yorkshire-kvartetten]
- Ockuperad stad (Occupied city) (översättning: Peter Samuelsson) (Coltso, 2014) [andra boken i Tokyotrilogin]